# Nurdan Karagöz
Nurdan Karagöz (ur. 25 stycznia 1987) – turecka sztangistka, brązowa medalistka świata, dwukrotna wicemistrzyni Europy.
Największym jej sukcesem jest brązowy medal mistrzostw świata w Paryżu (2011) w kategorii do 48 kg. W dwuboju osiągnęła 183 kg.

## Wyniki
| Rok  | Zawody               | Miasto  | Miejsce | Kategoria | Wynik  |
| ---- | -------------------- | ------- | ------- | --------- | ------ |
| 2011 | Mistrzostwa Europy   | Kazań   | 2       | do 48 kg  | 180 kg |
| 2011 | Mistrzostwa świata   | Paryż   | 3       | do 48 kg  | 183 kg |
| 2012 | Mistrzostwa Europy   | Antalya | 2       | do 48 kg  | 177 kg |
| 2012 | Igrzyska olimpijskie | Londyn  | 5       | do 48 kg  | 187 kg |